# محكمة الصلح (إنجلترا وويلز)

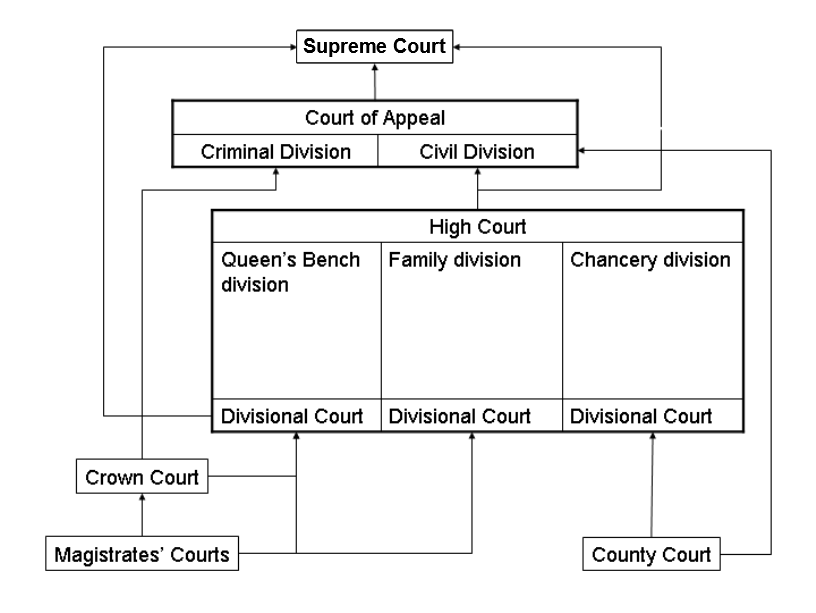

محكمة الصلح  (بالإنكليزية Magistrates' Court) محكمة أدنى في النظام القانوني الإنكليزي. تتعامل بدعاوى إجرامية ومدنية. يجلس فيها قاض أدنى أم حاكمو الصلح الذين يعملون مجانا في المحكمة لمدى 13 يوما في السنة. تتحدد سلطاتها فيما يتعلق بقيمة الدعوى وموقع الخلاف أو الجريمة وبالإضافة لهدذ فيما يتعلق بحجم الحكومة.